# Сюй Цзин
Сюй Цзин (кит. упр. 徐晶, пиньинь Xú Jīng, род. 6 сентября 1990) — китайский стрелок из лука, призёрка Олимпийских игр.
Сюй Цзин родилась в 1986 году в Яньтае провинции Шаньдун. С 2004 года стала заниматься стрельбой из лука, в 2008 году выиграла кубок КНР.
В 2012 году на Олимпийских играх в Лондоне Сюй Цзин стала обладателем серебряной медали в командном первенстве.